# John Ireland (Schauspieler)
John Benjamin Ireland (* 30. Januar 1914 in Vancouver; † 21. März 1992 in Santa Barbara, Kalifornien) war ein kanadischer Theater- und Filmschauspieler.

## Leben
Ireland wuchs in New York auf, wo er in den späten 1930er Jahren auf der Theaterbühne (unter anderem in mehreren Shakespeare-Inszenierungen) und dabei auch am Broadway auftrat. Mitte der 1940er Jahre begann die Filmkarriere des großgewachsenen und schlanken ehemaligen Schwimmers in Hollywood. Nach seinem Debüt als melancholischer Soldat in Landung in Salerno (1945) spielte er unter anderem einen den Schurken in Faustrecht der Prärie von John Ford und den Ranchmitarbeiter Cherry Valance in Red River von Howard Hawks. Für seinen Part in Der Mann, der herrschen wollte erhielt er eine Oscar-Nominierung als bester Nebendarsteller.
Neben weiteren Hollywood-Streifen spielte Ireland auch in zahlreichen Fernsehserien wie Der kleine Vagabund und Bonanza, gelegentlich führte er auch Regie. 1959 übernahm er den männlichen Part in Judy Garlands bei Capitol Records veröffentlichtem Konzeptalbum The Letter, einer von Gordon Jenkins für Orchester, Chor und Solisten komponierten und arrangierten Suite um ein Liebespaar am Ende seiner Beziehung. Von 1960 bis 1962 spielte er eine Hauptrolle in der britischen Fernsehserie The Cheaters. Im Anschluss war er häufig in Serien als Gaststar zu sehen. Ab 1967 verlagerte er den Schwerpunkt seiner Kinoarbeit nach Europa, insbesondere nach Italien, wo er in vielen Genrefilmen, darunter etlichen Italowestern, zu sehen war. Immer wieder kehrte er für Theaterstücke auch auf die Bühne zurück. In den 1950er Jahren war er zweimal Co-Regisseur bei Filmen, in denen er selbst mitwirkte.
Ireland, dessen Name immer wieder im Zusammenhang mit sehr jungen Starlets genannt wurde, war dreimal verheiratet. Er starb 1992 an Leukämie.

## Filmografie (Auswahl)
- 1945: Landung in Salerno (A Walk in the Sun)
- 1946: Das große Treiben (The Overlanders)
- 1946: Faustrecht der Prärie (My Darling Clementine)
- 1947: Der parfümierte Killer (Railroaded!)
- 1948: Flucht ohne Ausweg (Raw Deal)
- 1948: Johanna von Orleans (Joan of Arc)
- 1948: Red River (Red River)
- 1948: Der Superspion (A Southern Yankee)
- 1948: Open Secret
- 1949: Banditen am Scheideweg (The Doolins of Oklahoma)
- 1949: Ich erschoß Jesse James (I Shot Jesse James)
- 1949: Der Mann, der herrschen wollte (All the King’s Men)
- 1949: Der Mann, der zu Weihnachten kam (Mr. Soft Touch)
- 1949: Treibsand (The Walking Hills)
- 1949: Der Kampf um den Sonora-Pass (Roughshod)
- 1950: Die Rückkehr von Jesse James (The Return of Jesse James)
- 1950: Ladung für Kapstadt (Cargo to Capetown)
- 1951: … jetzt wird abgerechnet (The Bushwhackers)
- 1951: Tal der Rache (Vengeance Valley)
- 1951: Tödliche Pfeile (Little Big Horn)
- 1952: Die Hölle der roten Berge (Red Mountain)
- 1952: Herrin der Gesetzlosen (Hurricane Smith)
- 1953: Heißer Westen (Outlaw Territory) – auch Co-Regie
- 1953: Karawane westwärts (Southwest Passage)
- 1954: Der rasende Teufel (The Fast and the Furious) – auch Co-Regie
- 1954: Vier bleiben auf der Strecke (The Good Die Young)
- 1955: Ehe in Fesseln (Queen Bee)
- 1956: Sonntag sollst du sterben (Gunslinger)
- 1957: Zwei rechnen ab (Gunfight at the O.K. Corral)
- 1958: Lola, der blonde Teufel (No Place to Land)
- 1958: Das Mädchen aus der Unterwelt (Party Girl)
- 1958: Die Teufelin (No Time to Kill)
- 1960: Spartacus (Spartacus)
- 1961: Die Geiseln müssen sterben (Brushfire)
- 1961: Lied des Rebellen (Wild in the Country)
- 1963: 55 Tage in Peking (55 Days at Peking)
- 1963: Frühstück in der Todeszelle (The Ceremony)
- 1964: Es geschah um 8 Uhr 30 (I Saw What You Did)
- 1964: Der Untergang des Römischen Reiches (The Fall of the Roman Empire)
- 1966: Die gesetzlosen Drei (Fort Utah)
- 1967: Die gnadenlosen Zwei (Odio per odio)
- 1967: … und morgen fahrt ihr zur Hölle (Dalle Ardenne all’inferno)
- 1967: Die Wegelagerer (Arizona Bushwhackers)
- 1968: Ein Colt für hundert Särge (Una pistola per cento bare)
- 1968: Copper Face (Tutto per tutto)
- 1968: Django, wo steht Dein Sarg? (T'ammazzo! … Raccomandati a Dio)
- 1968: Django spricht kein Vaterunser (Quel caldo maledetto giorno di fuoco)
- 1968: Lauf um dein Leben (Corri uomo corri)
- 1968: Pancho Villa reitet (Villa Rides)
- 1968: Quanto costa morire
- 1968: Rache für Rache (Vendetta per vendetta)
- 1968: Stoßtrupp ins Jenseits (El „Che“ Guevara)
- 1968: Die sechs Verdächtigen (The Power)
- 1969: Mord im schwarzen Cadillac (Femmine insaziabili)
- 1969: Die Jungfrau mit der scharfen Klinge (Zenabel)
- 1969: Nackt über Leichen (Una sull'altra)
- 1969: Playboys und Abenteurer (The Adventurers)
- 1969: La sfida dei MacKenna
- 1969: War Devils – Die Kriegsteufel kommen (I diavoli della guerra)
- 1972: Brennpunkt Seoul (Northeast of Seoul)
- 1974: Arrow Beach (Welcome to Arrow Beach)
- 1974: Beschwörung (The House of the Seven Corpses)
- 1974: Das Phantom von Hollywood (The Phantom of Hollywood)
- 1974: Zehn Cowboys und ein Indianerboy (Dieci bianchi uccidi da un piccolo Indiano)
- 1975: Fahr zur Hölle, Liebling (Farewell, My Lovely)
- 1975: Stacco (Stacco)
- 1975: Wir sind die Stärksten (Noi non siamo angeli)
- 1976: Per Saldo Mord (The Swiss Conspiracy)
- 1976: Salon Kitty
- 1978: Morgen gibt es kein Erwachen (Tomorrow Never Comes)
- 1979: Delta III – Wir wollen nicht zur Erde zurück (The Shape of Things to Come)
- 1979: Guayana – Kult der Verdammten (Guyana, el crimen del siglo)
- 1980: Kavik, der Schlittenhund (The Courage of Kavik, the Wolf Dog) (Fernsehfilm)
- 1980: Marilyn Monroe – Eine wahre Geschichte (Marilyn: The Untold Story) (Fernsehfilm)
- 1981: Incubus – Mörderische Träume (Incubus)
- 1981: Vier Pastorentöchter (Las mujeres de Jeremias)
- 1981: Hart aber herzlich (Hart To Hart)
- 1985: Flucht zurück (Martin's Day)
- 1985: Das Geheimnis der blauen Diamanten (El tesoro del Amazonas)
- 1986: Geheimcode Charly (Thunder Run)
- 1988: Das Gesetz ist der Tod (Messenger of Death)
- 1988: Krieg der Welten (War of the Worlds) (Fernsehserie)
- 1988: Sundown (Sundown: The Vampire in Retreat)
- 1990: The Graveyard Story (The Graveyard Story)
- 1991: Spaceshift (Waxwork II – Lost in Time)